# Чичеу-Джурджешть (комуна)
Чичеу-Джурджешть, Чичеу-Джурджешті (рум. Ciceu-Giurgești) — комуна у повіті Бистриця-Несеуд в Румунії. До складу комуни входять такі села (дані про населення за 2002 рік):
- Думбревень (765 осіб)
- Чичеу-Джурджешть (1033 особи) — адміністративний центр комуни

Комуна розташована на відстані 351 км на північний захід від Бухареста, 38 км на захід від Бистриці, 61 км на північний схід від Клуж-Напоки.

## Населення
За даними перепису населення 2002 року у комуні проживали 4340 осіб.
Національний склад населення комуни:
| Національність | Кількість осіб | Відсоток |
| -------------- | -------------- | -------- |
| румуни         | 4302           | 99,1%    |
| цигани         | 32             | 0,7%     |
| угорці         | 6              | 0,1%     |

Рідною мовою назвали:
| Мова      | Кількість осіб | Відсоток |
| --------- | -------------- | -------- |
| румунська | 4334           | 99,9%    |
| угорська  | 6              | 0,1%     |

Склад населення комуни за віросповіданням:
| Релігія        | Кількість осіб | Відсоток |
| -------------- | -------------- | -------- |
| православні    | 3581           | 82,5%    |
| баптисти       | 411            | 9,5%     |
| п'ятдесятники  | 331            | 7,6%     |
| греко-католики | 8              | 0,2%     |
| римо-католики  | 5              | 0,1%     |
| не релігійні   | 3              | 0,1%     |
| реформати      | 1              | < 0,1%   |